# Secrets (The Walking Dead)
Secrets é o sexto episódio da segunda temporada da série de televisão do gênero terror e drama pós-apocalíptico The Walking Dead. O episódio foi ao ar originalmente em 20 de novembro de 2011 na AMC, nos Estados Unidos, e em 22 de novembro do mesmo ano, no Brasil, no canal Fox Brasil. Escrito por Angela Kang e dirigido por David Boyd, "Secrets" aborda vários temas, incluindo o aborto, romance e segredos. Em preparação para as filmagens, os produtores inicialmente converteram um edifício desocupado no centro de Sharpsburg, na Geórgia, transformando-o numa farmácia temporária em julho de 2011. A fotografia principal para o episódio ocorreu um mês depois, em agosto.
Neste episódio, o personagem Glenn conta a Dale Horvath que Lori Grimes está grávida e que há inúmeros zumbis no celeiro da fazenda Greene. Dale confronta Hershel Greene sobre a presença de zumbis em seu celeiro. Enquanto isso, Shane Walsh tenta ensinar Andrea a usar armas e Lori agoniza com a decisão de encerrar a sua gravidez ou ficar com o bebê. Todos os personagens principais e recorrentes da série, na segunda temporada, podem ser vistos no episódio, com exceção de Sophia Peletier, interpretada pela atriz Madison Lintz. Embora sejam personagens principais, Daryl Dixon e Carol Peletier, interpretados por Norman Reedus e Melissa McBride, respectivamente, possuem pouca interação em "Secrets", com Daryl aparecendo quase que exclusivamente no início do episódio, e a participação de Carol resumindo-se a poucas palavras. O personagem Otis, vivido por Pruitt Taylor Vince, também é mencionado na trama.
"Secrets" atingiu recepção positiva da crítica, que elogiou o desenvolvimento do caráter e da progressão do enredo. O episódio atraiu críticas de comentaristas políticos, que denunciaram o show de sua percepção enganosa de contracepção de emergência. Após a exibição, "Secrets" registrou 6.080.000 de espectadores, de acordo com avaliações da Nielsen Ratings. Tornou-se o programa de TV a cabo com a segunda maior audiência no dia, bem como o quarto programa de TV a cabo mais visto da semana.

## Enredo
O episódio começa com Carl Grimes (Chandler Riggs), que está totalmente recuperado de seus ferimentos, ajudando sua mãe, Lori Grimes (Sarah Wayne Callies) a alimentar galinhas na fazenda Greene. Enquanto isso, Patricia (Jane McNeill) quebra as pernas de várias galinhas, colocando-as em um saco de batata e levando-as ao celeiro para alimentar os zumbis que estão sendo mantidos lá.
Andrea (Laurie Holden) visita Daryl Dixon) para pedir desculpas por ter-lhe atingido o tiro e lhe dá um livro. Ele rapidamente diz a ela que está tudo bem, porque ela só estava tentando proteger o grupo. Maggie Greene (Lauren Cohan) implora para Glenn Rhee (Steven Yeun) manter segredo sobre a presença de zumbis no celeiro. Dale Horvath (Jeffrey DeMunn) percebe rapidamente o nervosismo de Glenn que, após ser questionado, deixa escapar o segredo de que há zumbis presos no celeiro. Ele também promete a Lori que não vai contar a ninguém sobre sua gravidez. Depois, Dale confronta Hershel Greene (Scott Wilson) sobre os zumbis no celeiro. Hershel afirma que todos os zumbis ainda são pessoas, e que eles estão apenas doentes. Ele explica que, entre os zumbis no celeiro, estão sua esposa e seu enteado. Dale afirma que eles não são seres humanos e explica que eles são perigosos demais para serem mantidos vivos, com base no que ele já viu sobre o caso. Hershel, no entanto, considera que matar os zumbis é um ato atroz. Enquanto isso, Rick Grimes (Andrew Lincoln) e Lori discutem sobre como contar para o grupo a decisão de Hershel de não deixá-los ficar na fazenda. Rick, Shane Walsh (Jon Bernthal), T-Dog (Irone Singleton) e Jimmy (James Allen McCune) planejam sua busca por Sophia Peletier (Madison Lintz), concordando em procurar em um conjunto habitacional abandonado nas proximidades, após as lições sobre práticas de arma. Patrícia e Beth Greene (Emily Kinney) pedem para também serem ensinadas, alegando que Otis (Pruitt Taylor Vince) era o único na fazenda treinado para usar armas e que elas precisam aprender a se defender, já que ele morreu. Depois da aprovação de Hershel, Rick concorda em ensiná-las a manusear armas de fogo. Carol Peletier (Melissa McBride) mostra-se indisposta a participar da lição de como usar armas, preferindo observar a floresta, atenta para caso sua filha reapareça. Shane decide levar Andrea para aulas de formação avançada, depois que ela impressiona-o com suas habilidades de tiro. Apesar de sua proeza anterior, ela se mostrar incapaz de atirar em um alvo em movimento. Shane tenta motivar Andrea, mencionando Amy - falecida irmã de Andrea - mas acaba deixando-a perturbada.
Glenn e Maggie vão para a farmácia para pegar suprimentos médicos adicionais para Lori . Glenn, como Dale, expressa sua opinião de que os zumbis precisam ser mortos. Maggie se irrita com o uso da palavra "zumbi", dizendo que ela sabe quem é quem no celeiro e seus nomes reais, já que eles eram seus familiares e amigos. Na farmácia, Maggie é atacada e quase mordida por um zumbi, enquanto buscava um material para interromper a gravidez de Lori. Ela é salva por Glenn, que mata o zumbi. Depois de voltarem para a fazenda, Maggie confronta Lori, culpando-a por ela quase ter morrido. Depois que Glenn intervém, Maggie lhe diz que ela se preocupa com ele e que o resto do grupo não o respeita, apenas usando-o como uma "isca de zumbi". Glenn, no entanto, diz a Lori que ele é seu amigo, e, novamente, pede a ela para contar a Rick sobre sua gravidez. Recusando-se a trazer uma criança para um mundo que ela vê sem alegria, Lori toma as pílulas de aborto que Glenn deu a ela, mas logo se arrepende e as joga no campo. Ao mesmo tempo, Rick entra na barraca e encontra as pílulas, em seguida, vai ao encontro de Lori. Ela confessa sua gravidez, assumindo também seu caso amoroso anterior com Shane.
Andrea e Shane, em seguida, vão para a cidade, depois de Shane encontrar uma pista sobre Sophia. Entretanto, eles encontram o local invadido por zumbis e são atacados. Eles escapam depois de Andrea redescobrir suas habilidades de tiro, e os dois, posteriormente, fazem sexo. Ao retornar à fazenda, Dale percebe que algo aconteceu entre Andrea e Shane. Andrea conta a Carol que Sophia não foi encontrada e recebe ajuda da amiga para medicar seus arranhões. Enquanto isso, sentindo-se na obrigação de proteger Andrea, Dale adverte Shane a ficar longe dela e revela que o viu apontar uma arma para Rick no bosque, perto do antigo acampamento nos arredores de Atlanta. Dale também levanta suspeitas sobre o que realmente causou a morte de Otis, enquanto ele e Shane foram em busca de suprimentos médicos para Carl. Shane nega todas as suposições e afirma ser incapaz de matar seu melhor amigo, mas acaba ameaçando Dale, insinuando que ele iria matá-lo caso ele faça mais "acusações selvagens".

## Produção
"Secrets" foi dirigido por David Boyd e escrito por Angela Kang. O episódio possui aparições recorrentes de Lauren Cohan, Scott Wilson, Irone Singleton, Emily Kinney, Jane McNeill, e James Allen McCune. A fotografia principal do episódio foi feita no centro de Sharpsburg, na Geórgia, em agosto de 2011. A preparação para as filmagens começaram em julho de 2011, quando os produtores renovaram um prédio vazio em uma farmácia temporária. Herb Pontes, que era dono do prédio, na época, foi inicialmente contactado por produtores de da série em janeiro de 2011 e, novamente, quatro meses depois, em maio. Pontes informou que o espaço seria alugado por uma mulher que iria abrir uma loja infantil lá; no entanto, ela não tinha transferido-se para o espaço ainda.
O aborto é um tema de destaque em "Secrets". Depois de descobrir que está grávida, Lori Grimes pede a Glenn para buscar com pílulas abortivas na farmácia. Ao retornar, Glenn entrega as pílulas a Lori, mas também a entrega pílulas pré-natais. Dale confronta-a gentilmente sobre sua gravidez quando ele vê que ela se sente enjoada com o cheiro de carne, e Lori explica que Rick é o pai biológico da criança. O escritor Robert Kirkman opinou sobre o fato: "Ela estava com aqueles dois homens [Rick e Shane] muito próximos uns dos outros. Não havia um grande espaço de tempo entre o seu tempo com Shane e o retorno de Rick. É definitivamente uma dúvida que fica no ar sobre a paternidade do bebê". Kirkman sentiu que tinha que se aproximar de forma responsável questões controversas do ponto de vista neutro e insistiu que o aborto deve justificar a discussão, considerando-se as circunstâncias. Ele declarou: "Quanto ao material do aborto, é realmente apenas uma questão de ser realista. Estes são os tipos de questões que as pessoas lidam com a vida real e, nesta situação eu acho que isso é o tipo de processo de pensamento que Lori Grimes estaria passando".
Na seqüência final do episódio, Lori admite a Rick que ela teve um caso amoroso com Shane na crença de que seu marido estava morto. Robert Kirkman afirmou que os escritores queriam "encerrar até certo ponto", e opinou que tais revelações acrescentariam mais tensão entre os personagens. "Era algo que acarretaria um envolvimento, até certo ponto. É um desserviço para o personagem de Rick, para fazê-lo parecer como se ele estivesse completamente à paisana. Mas este não é realmente uma resolução em si. Isso torna as coisas um pouco mais tensas, passando-as para o próximo episódio. Vendo Rick interagir com Shane, teremos um nível extra de tensão porque agora o público tem uma oposição em cima de Shane e de Rick. Vai ser divertido esperar para ver se Rick irá ou não enfrentar Shane com esta informação.
Em entrevista à MTV News, Jon Bernthal, que interpreta Shane Walsh, afirmou que seu personagem estava sofrendo da "solidão que você sente quando você está ali com eles e você não pode estar com eles da maneira que você quer". Bernthal concordou com os escritores sobre tais mudanças: "Quando você sofre desse tipo de solidão, traz à tona o que há de pior em você".